# Chilamathur
Chilamathur (en telugú: చిలమతూరు ) es una localidad de la India, en el distrito de Anantapur, estado de Andhra Pradesh.

## Geografía
Se encuentra a una altitud de 704 m s. n. m. a 466 km de la capital estatal, Hyderabad, en la zona horaria UTC +5:30.

## Demografía
Según estimación 2010 contaba con una población de 315 728 habitantes.